# Colt Mk 12

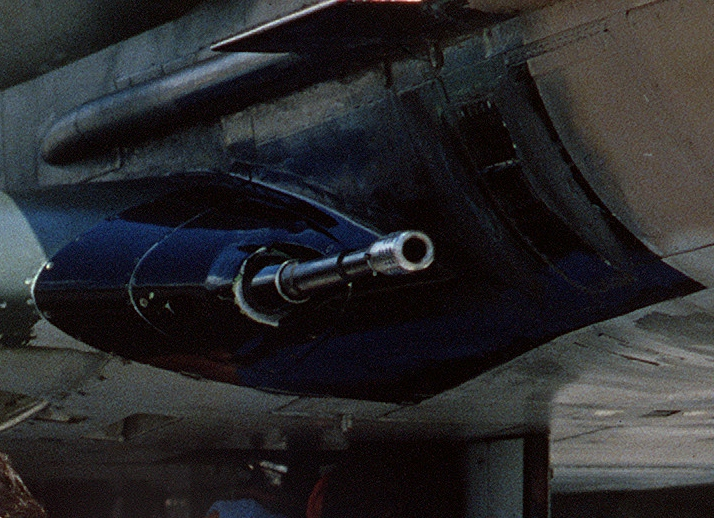
Pháo Mk 12 được gắn trên RNZAF A-4K Skyhawk 1984.

Colt Mk 12 là pháo 1 nòng, cỡ nòng 20 mm, được Hải quân Hoa Kỳ sử dụng rộng rãi sau Chiến tranh thế giới thứ 2.

## Phát triển
Colt Mk 12 là loại pháo phát triển từ pháo Hispano-Suiza HS.404 - được sử dụng bởi Mỹ và các máy bay chiến đấu của Anh trong Thế chiến thứ II. Mk 12 là loại pháo nhỏ hơn để mang nhiều đạn và sơ tốc đầu nòng cao, tốc độ bắn cao hơn. Hải quân Hoa Kỳ chính thức sử dụng nó từ năm 1950, thay thế cho khẩu pháo trước đó là M3.
Trong quá trình sử dụng, Colt Mk 12 đã chứng tỏ mình là một khẩu pháo làm thoả mãn Hải quân Hoa Kỳ. Dẫu cho sơ tốc đầu nòng cao và tốc độ bắn nhanh, nó cũng có điểm yếu là độ sai lệch nhiều, thường xuyên và độ tin cậy chưa cao.
Colt Mk 12 là vũ khí tiêu chuẩn của Hải quân Hoa Kỳ từ năm 1950 đến năm 1960, được trang bị trên các máy bay F-4D Skyray, F-3H Demon, A-4 Skyhawk và F-8 Crusader. Tuy nhiên, Colt Mk 12 không giống với pháo tự động M39 sử dụng trên những dòng máy bay như F-100 Super Sabre, F-101 Voodoo, F-5A Freedom và F-5E Tiger của Không quân Hoa Kỳ, mặc dù có cùng cỡ nòng.

## Dữ liệu cơ bản
- Kiểu: Pháo tự động.
- Nước phát triển: Hoa Kỳ.
- Sử dụng: từ 1950 - nay.
- Sử dụng bởi: Hải quân Hoa Kỳ.
- Sử dụng trong: Chiến tranh Việt Nam, Chiến tranh Falkland, Chiến tranh Vùng Vịnh.
- Khối lượng: 46 kg (101 lb).
- Cỡ đạn: 20 x 110 mm USN.
- Cỡ nòng: 20 mm.
- Tốc độ bắn: 1000 phát/phút.
- Tốc độ đạn bay: 1010 m/s (3300 ft/s).